# Colocleora suffumosa
Colocleora suffumosa là một loài bướm đêm trong họ Geometridae.